# Joß Fritz

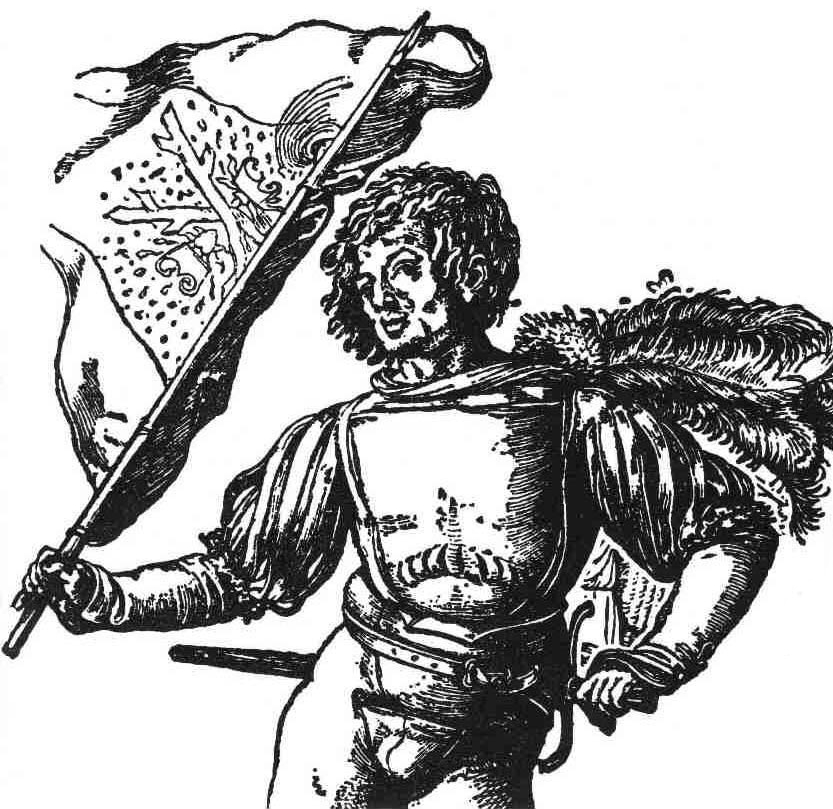
Joß Fritz. Gravure d'Albrecht Dürer.

Joß Fritz (né vers 1470, mort vers 1525), originaire d'Untergrombach (aujourd'hui un quartier de Bruchsal), fut un des meneurs des révoltes paysannes qui enflammèrent le Saint-Empire au début du XVIe siècle.

## Biographie
Après des années de service comme lansquenet qui lui permirent de découvrir le monde et d'apprendre à lire et à écrire, Joß Fritz a du mal à supporter l'ordre régnant et en particulier la misère paysanne. Il s'inscrit dans la tradition du Bundschuh, nom sous lequel on regroupe des révoltes de paysans et de citadins, à cause de la chaussure lacée qui leur servait de symbole par opposition aux bottes à éperons des nobles. 
Joß Fritz participe à trois conjurations qui échouent toutes et coûtent la vie à de nombreux conjurés. Elles se déroulent dans les environs de Bruchsal en 1502, de Brisgau en 1513, et dans tout le Haut-Rhin en 1517.
Ces trois mouvements partagent de nombreuses revendications : fin du servage, fin de l'oppression et de l'autorité seigneuriale au nom d'une « justice divine » égalitaire, et, plus généralement, réduction de taxe. Ils connaissent également une fin similaire : les deux premières avortent par la trahison d'un (ou de) conjuré(s), et la dernière est découverte avant d'avoir pris de l'ampleur.
Joß Fritz s'en sort cependant à chaque fois et ses combats annoncent la Guerre des Paysans (Bauernkrieg), cet ensemble d'insurrections paysannes et urbaines qui agitèrent le Saint Empire de 1524 à 1526.

## Hommages
- Une école et une rue de Untergrombach portent son nom, ainsi qu'un café et une librairie de Fribourg-en-Brisgau.

## Postérité
- Le chanteur Franz Josef Degenhardt lui a consacré une chanson.
- Il est le personnage central du tome 1 du roman graphique La Passion des Anabaptistes, de David Vandermeulen (texte) et Ambre (dessin)[2].